# Marian Sypniewski
Marian Sypniewski   (Bydgoszcz, 30 d'abril de 1955) és un tirador d'esgrima polonès, ja retirat, especialista en floret, guanyador de dues medalles olímpiques.
El 1980 va prendre part en els Jocs Olímpics d'Estiu de Moscou, on disputà dues proves del programa d'esgrima. En la prova del floret per equips guanyà la medalla de bronze, mentre en la del sabre per equips fou quart. Vuit anys més tard, als Jocs de Seül, tornà a disputar dues proves del programa d'esgrima. Fou cinquè en la prova del floret per equips i vint-i-setè en la del floret individual. El 1992, a Barcelona, disputà els seus tercers, i darrers, Jocs Olímpics. Guanyà una segona medalla de bronze en la prova del floret per equips, mentre en la prova del floret individual fou sisè.
En el seu palmarès també destaquen tres medalles al Campionat del món d'esgrima, una d'or i dues de bronze, entre les edicions de 1978 i 1993. A nivell nacional guanyà tres campionats polonesos individuals, 1982, 1986 i 1988, i sis per equips, 1982, 1984 a 1987 i 1989, sempre de floret.
Una vegada retirat va exercir d'àrbitre, entre d'altres als Jocs Olímpics d'Estiu de Sydney.